# Azotillo
Azotillo är en ort i Mexiko.   Den ligger i kommunen Atzalan och delstaten Veracruz, i den sydöstra delen av landet, 220 km öster om huvudstaden Mexico City. Azotillo ligger 214 meter över havet och antalet invånare är 286.
Terrängen runt Azotillo är kuperad åt sydväst, men åt nordost är den platt. Terrängen runt Azotillo sluttar norrut. Runt Azotillo är det ganska tätbefolkat, med 93 invånare per kvadratkilometer. Närmaste större samhälle är Martínez de la Torre, 10,1 km norr om Azotillo. Omgivningarna runt Azotillo är en mosaik av jordbruksmark och naturlig växtlighet.